# Estelle Getty
Estelle Scher-Gettleman (Nova Iorque, 25 de julho de 1923 — Los Angeles, 22 de julho de 2008) foi uma atriz americana de teatro, cinema e televisão.
Ficou famosa na televisão ao atuar em The Golden Girls exibida de 1985 a 1992,  The Golden Palace de 1992 a 1993 e em Empty Nest de 1993 a 1995. Foi vencedora de Golden Globes em 1985 e 1986, e de um Emmy em 1988.
Faleceu aos 84 anos de idade, vítima de demência com corpos de Lewy.

## Filmografia

### Cinema e TV
| Ano     | Titulo                     | Personagem          | Nota                                                                  |
| ------- | -------------------------- | ------------------- | --------------------------------------------------------------------- |
| 1978    | Team-Mates                 | Professora          |                                                                       |
| 1982    | Tootsie                    | Middle              |                                                                       |
| 1984    | No Man's Land              | Eurol Miller        | Filme para TV                                                         |
| 1985    | Copacabana                 | Bella Stern         | Filme para TV                                                         |
| 1987    | Mannequin                  | Sra. Claire Timkin  |                                                                       |
| 1988–92 | The Golden Girls           | Sophia Petrillo     | Feito para TV. Rendeu-lhe o Emmy e Globo de Ouro de melhor atriz - TV |
| 1992    | Stop! Or My Mom Will Shoot | Sra. Tutti Bomowski | Prêmio Razzie por melhor atriz coadjuvante                            |
| 1997    | A Match Made in Heaven     | Betty Weston        | Filme para TV                                                         |
| 1999    | The Sissy Duckling         | Mrs. Hennypecker    | Voz                                                                   |
| 1999    | Stuart Little              | Vovó Estelle Little |                                                                       |
| 2000    | The Million Dollar Kid     | Irmã Rosanne        |                                                                       |